# لیک‌تون (ایندیانا)
لیک‌تون (به انگلیسی: Laketon) یک منطقهٔ مسکونی در ایالات متحده آمریکا است که در شهرستان وابش، ایندیانا واقع شده‌است. لیک‌تون ۲۳۰ متر بالاتر از سطح دریا واقع شده‌است.